# Red del ferrocarril suburbano de La Habana
La red de ferrocarril suburbano de La Habana sirve al transporte de pasajeros en el perímetro de la zona metropolitana de la ciudad de La Habana (actual Provincia de La Habana y zonas aledañas de las provincias de Artemisa y de Mayabeque). La red emplea vías no dedicadas de los Ferrocarriles de Cuba partiendo de tres estaciones.

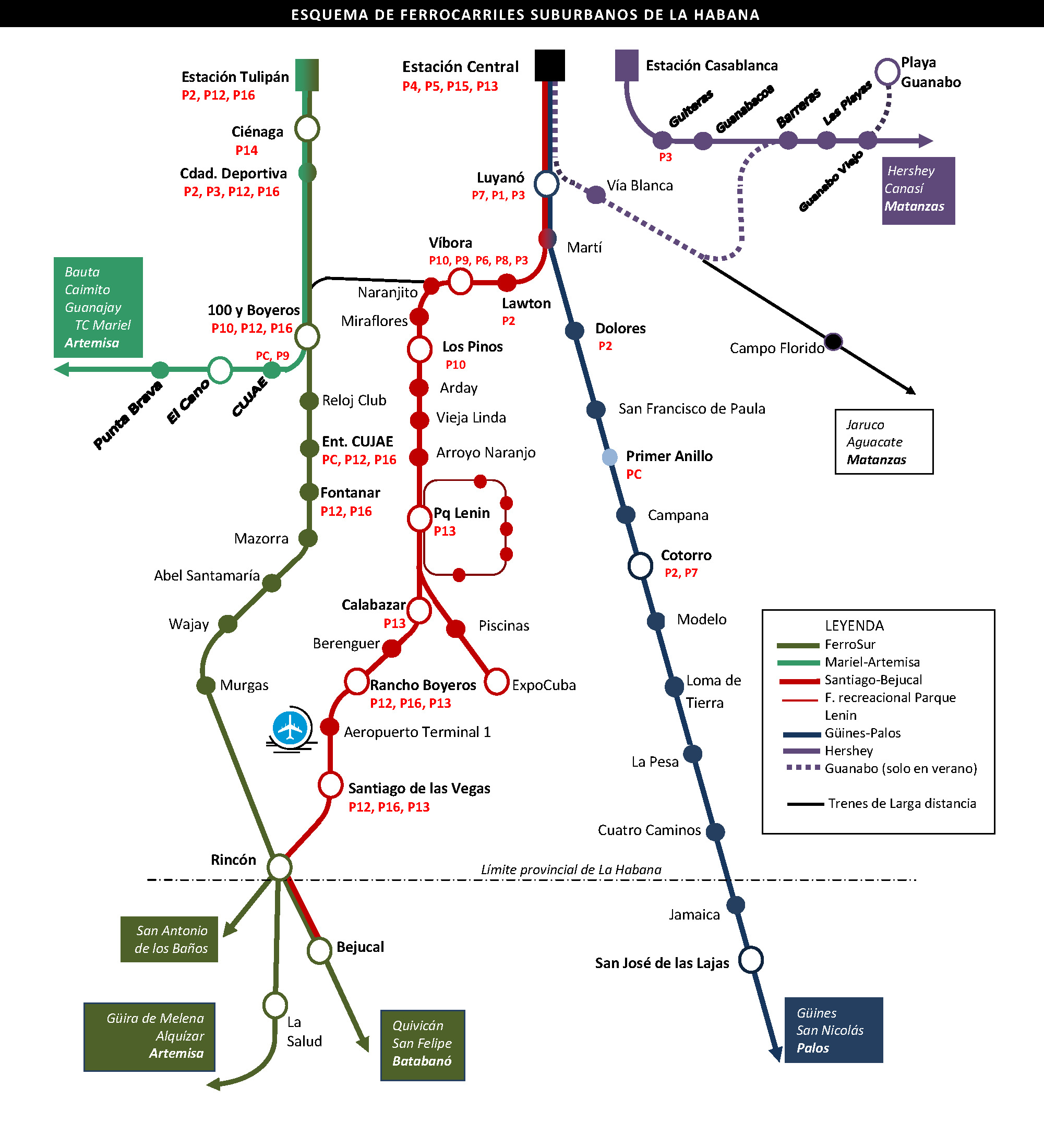
Esquema de la red de ferrocarril suburbano de transporte público en La Habana. En rojo se indican los puntos de conexión con las rutas de la red principal de autobuses “Metrobús”.

## Estación Central (junto con la estación aledaña de “La Coubre”)
La Estación Central   se encuentra en el centro histórico de la ciudad (La Habana Vieja) y es el centro de la red ferroviaria de transporte público del país, de donde parten todos los trenes de larga distancia desde la capital.
Los destinos suburbanos son: 
1. Cotorro-San José de las Lajas-Güines-Palos
2. Calabazar-Santiago de las Vegas-Bejucal
3. ExpoCuba (Centro de Exposiciones y Ferias Comerciales en las afueras de la capital)
4. Playa de Guanabo (solo en los meses de verano, julio y agosto)

## Estación “19 de Noviembre” (Tulipán)

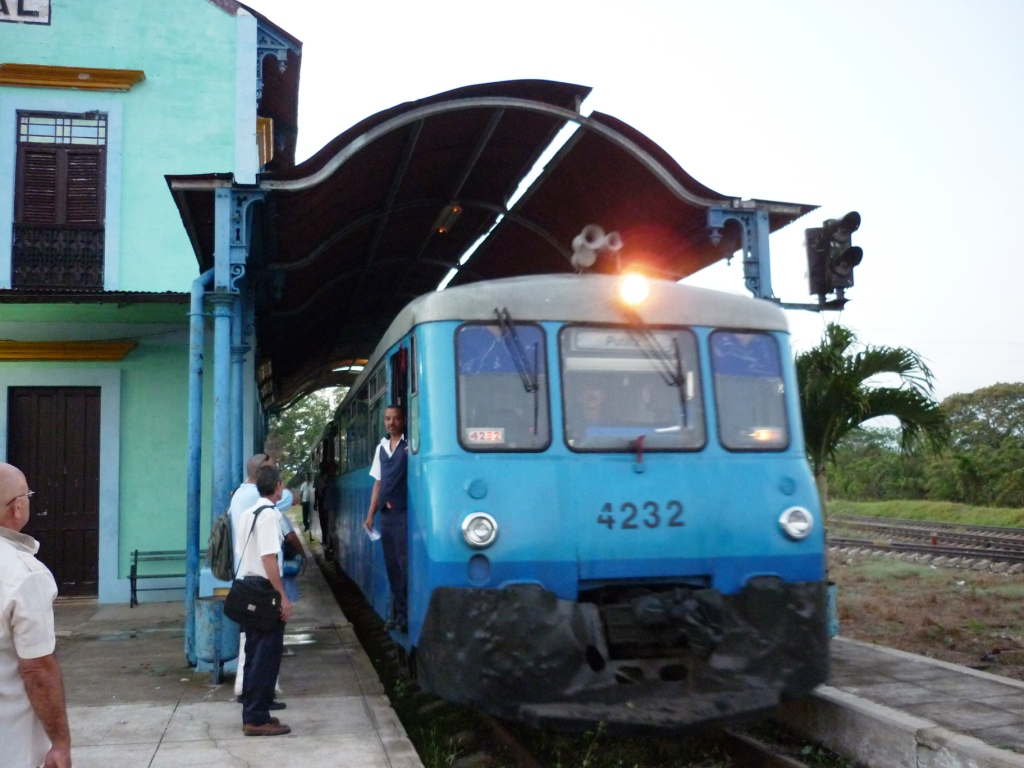
Tren suburbano Habana-Batabanó en la Estación de Bejucal

El nombre de la estación conmemora la fecha de la inauguración del primer ferrocarril en Cuba e Iberoamérica (19 de noviembre de 1837). Se encuentra en la calle de Tulipán en el barrio de Nuevo Vedado, municipio  Plaza de la Revolución.  En la actualidad, la estación sirve de cabecera al servicio de pasajeros “Ferrosur”, que emplea las vías del Ferrocarril del Sur (primero en Cuba) y del Ferrocarril del Oeste, teniendo como nodo importante la estación de El Rincón. También se añadió a partir de 2014 a Guanajay el servicio por el reconstruido ferrocarril de Guanajay prolongado ahora hasta el nuevo puerto de Mariel. En 2015 se planifica concluir el ramal entre Guanajay y Artemisa y extender el servicio de pasajeros hacia esta ciudad por esa vía.
Destinos:
1. San Antonio de los Baños
2. Güira de Melena-Alquízar-Artemisa (línea oeste)
3. Bejucal-Batabanó (línea sur)
4. Bauta-Guanajay (línea de Mariel) (2014)

## Estación de Casablanca
Se encuentra en el barrio de Casablanca en el lado oriental de la bahía de La Habana y sirve de cabecera al ferrocarril de Hershey, único eléctrico actualmente en Cuba, construido en 1919. Existe un servicio público de lancha para cruzar la bahía que conecta Casablanca con La Habana Vieja. La estación sirve un único destino: la ciudad de Matanzas. El servicio atraviesa poblados del municipio de Santa Cruz del Norte, teniendo como nodo principal el poblado de Hershey, y entra a la ciudad de Matanzas por el Valle de Yumurí con un gran atractivo paisajístico.  

## Servicio y parque
La red tiene escaso uso como medio urbano de transporte y sirve fundamentalmente a la zona suburbana y a los pueblos que rodean a la ciudad de La Habana. La frecuencia de trenes es escasa y oscila entre 2 y 5 salidas diarias por ruta. Se emplean convoyes de 2 o 3 vagones y coches motores en algunas rutas. En la actualidad (2012) el gobierno cubano hace esfuerzos por revitalizar la red ferroviaria y ampliar el servicio. El precio del servicio es muy bajo y está subsidiado por el estado.

## Otros proyectos
- Wikimedia Commons alberga una categoría multimedia sobre Red del ferrocarril suburbano de La Habana.

- Datos: Q5162106
- Multimedia: Havana Suburban Railway / Q5162106